# Nemopilema
Nemopilema is een geslacht van neteldieren uit de familie van de Rhizostomatidae.

## Soort
- Nemopilema nomurai Kishinouye, 1922